# Prototype 2
Prototype 2 (с англ. — «Прототип 2», [PROTOTYPE2] в соответствии с логотипом) — компьютерная игра в жанре научно-фантастического экшена с элементами RPG, разработанная компанией Radical Entertainment. Релиз состоялся 24 апреля 2012 года для платформ PS3, Xbox 360, 22 июля 2015 года для платформы PS4, 14 июля 2015 года для платформы Xbox One. Сиквел игры Prototype.

## Игровой процесс
Ниже перечислены особенности и нововведения игрового процесса:
- Действие происходит в городе Нью-Йорк Зеро — NYZ (бывшем Нью-Йорке), разделённом на три зоны, каждая из которых представлена отдельным островом. «Красная зона» (Манхэттен) полностью охвачена вирусом, многие здания сильно повреждены, а на уцелевших висят огромные куски мутировавшей биомассы, здесь обитает Алекс Мерсер. Нам предстаёт лишь нижняя половина Манхэттена (от Таймс-Сквер до Делового центра), остальная уничтожена и именуется «Мёртвая зона». При заходе на эту зону герой практически сразу же умирает, так как его обстреливают ракетами. «Жёлтая зона» представляет собой пограничный регион, где ютятся беженцы из «красной зоны», а «Дозор» проводит свои медицинские эксперименты, натравливая на людей мутантов. В «зелёной зоне», как говорит «Дозор», вируса нет (хотя это далеко не так), и она контролируется военными. Каждая зона имеет свой характерный облик.
- Вместо поиска большого количества сфер предлагается поиск Чёрных ящиков, уничтожение полевых постов и логов мутантов. Они разбросаны по всему NYZ. В меню «Объекты» можно увидеть нужную информацию по данному поводу. За нахождение их даются различные мутации.
- Ведущий дизайнер Мэтт Армстронг в интервью журналу Electronic Gaming Monthly отмечал определённые проблемы с подачей сюжета в первой части игры, а также некоторые аспекты игрового процесса, которые «ошеломляли игрока». Он привёл пример, когда после убийства первого босса игроку поступало сообщение, что открыта 21 новая способность, и выразил сомнение в том, что кто-либо из игроков готов потратить время на прочтение их описаний и выяснение того, какая способность ему лучше подходит[5]. Поэтому во второй части разработчики решили изменить подход к этим вопросам. «В целом Prototype 2 хоть и по-прежнему происходит в „открытом мире“, но будет гораздо более структурированным и в чём-то более линейным»[6]. В отличие от первой части, все побочные задания будут так или иначе привязаны к сюжету[7].
- Вместо получения новых способностей Хеллер получает новые мутации. Получить их можно, находя Чёрные ящики, уничтожая Полевые посты или Логова, а также срывая операции «Чёрного Дозора» (информация получается через сеть //BlackNet). Мутации делятся на несколько подгрупп: Атака (увеличивает урон, дальность атак в целом), Защита (увеличение общего уровня здоровья, массы, ускорение уклонений от атак противника), Перемещение (увеличение скорости перемещения, дальности рывка, высоты прыжка), Хищник (увеличение количества получаемого при поглощении врагов здоровья и массы, снижение уровня подозрительности, ускорение вооружения, угона техники и проникновения в логова, получение массы при каждом ударе по врагу, усиление взрывной силы Био-бомбы и ускорение использования Разрушительной атаки и Вожака стаи) и Мастерство (улучшение атак конкретных оружий) (есть ещё мутации RadNet, которые можно получить, выполнив задания RadNet). Также можно улучшать умения путём поглощения различных существ (как людей, так и заражённых). И одним из главнейших способов усиления способностей является «эволюция» Хеллера. Как и в первой части мы получаем очки развития (ОР), но теперь они не тратятся на покупку усилений. Даётся список доступных улучшений, из которых можно выбрать апгрейд по душе. Здесь также всё делится на категории: Движение (скорость, высота, дальность), Здоровье, Регенерация (восстановление здоровья), Смена Облика (применимо к стелс-режиму), Масса (увеличение её для усиления разрушительной атаки и стаи Крикунов) и Сокрушающие удары (мгновенное уничтожение танков и вертолётов).
- Атаки «Шип земли» и «Кладбище шипов» из первой части видоизменены. Обе теперь являются альтернативными атаками Рук-Молотов, а не Когтей. Для второй теперь не нужна критическая масса.
- В игре всего одна разрушительная атака (использующая массу) — щупальца из тела. Вместо второй атаки массу использует способность «Вожак стаи»
- ОР можно получить, не только выполняя сюжетные миссии, срывая операции BlackWatch и находя предметы, но и выполняя специальные условия во время миссий (Бонусы) и поглощая отмеченных значком ДНК цели.
- От техники теперь можно оторвать вооружение (пулемёт, ракетница). Также технику можно уничтожить одним ударом (залезаем на танк или вертушку и нажимаем соответствующую кнопку). Мгновенное уничтожение необходимо получить в меню развития. Необходимое условие — умение угонять и управлять данной техникой.
- Назначения левой и правой кнопок мыши (или кнопок на геймпаде) изменены. Теперь с помощью колеса навыков можно поставить два оружия ближнего боя (по одному на клавишу). Например: ЛКМ — Когти, ПКМ — Щупальца. При нажатии на соответствующую кнопку проводится атака выбранным оружием.
- В игре отсутствует броня, её заменяют сильно улучшенные щиты. Броня есть лишь в виде скина игрока (на выбор: броня Хеллера или Мерсера), не влияющего на его характеристики.
- Здоровье и масса теперь разделены, то есть теперь при поглощении существ шкалы здоровья и массы заполняются одновременно.
- Изменён искусственный интеллект противников[8].
- Появляются новые способности и умения. А также новые противники среди заражённых: Крикун (тот же охотник, только немного изменённый внешне, иногда попадается его улучшенная шипастая модификация) Джаггернаут (большой мутант, атакующий своими огромными руками как молотами, использует их и в качестве щитов), Голиаф (огромный мутант с рукой-щитом. Использует её для защиты, может и атаковать, нанося большой урон. Уязвимые места: другая рука, ноги. Встречается шесть раз), Развитые — особый вид мутантов, получивший способности от самого Мерсера. Имеют схожие с ним и Хеллером возможности (быстрый бег, высокий прыжок, оружие вместо рук — лезвия, похожие на топоры или кинжалы, один раз встретится развитая с рукой-хлыстом, высокий урон, способность к поглощению и «Био-Бомбе»), Летуны (большие заражённые птицы). Остались в игре Гидры, бросающие машины во врагов, однако бросать в противника предметы теперь умеют также Крикуны и Джаггернауты.
- Побочные задания Джеймс Хеллер сможет получать в компьютерной сети //BlackNet. В игре 12 терминалов //BlackNet, разбросанных по всем зонам. Чтобы иметь доступ к данным на терминале, необходимо поглотить персону, имеющую важное значение для «Гентек» (учёный, офицер «Чёрного дозора» и т. д.). После подключения к сети Хеллер получит список текущих операций «Дозора», и игроку останется сделать выбор, какую из операций попытаться сорвать. Операция содержит несколько миссий, среди которых: кража груза (гонка на время), уничтожение мутантов или людей и т. д. После успешного саботажа операции Хеллер получает новую мутацию[9][10].
- Хеллер может отпустить схваченного человека[9]. В первой части игры избавиться от жертвы можно было только одним путём — убив её, что могло создать неудобства в том случае, если Мерсер случайно схватил не того человека[11].
- Новые способности позволяют определить, кто из стоящих рядом людей видит указанного игроком персонажа, что расширяет возможности для скрытного прохождения[9].
- Хеллер располагает своеобразным вирусным сонаром, позволяющим ему находить местоположение нужного человека[10].

## Сюжет
- Предупреждение: во время прохождения игры сюжетных линий может быть одновременно две, поэтому описанный ниже сюжет может не совпадать с развитием событий у некоторых игроков

### Предыстория
Яростная эпидемия была остановлена, город спасён. Хаос закончился после взрыва у побережья. Но спустя 14 месяцев «вирус Мерсера», как его окрестила корпорация «Гентек», вновь вспыхивает в городе. «Чёрный дозор» (англ. Black Watch) «железным кулаком» начинает наводить порядок в Нью-Йорке, но вирусная вспышка уже за 72 часа расползается по всему городу. И уже бывший Нью-Йорк, а теперь Нью-Йорк Зеро, разделён на три зоны — «Красная» (обитель Мерсера), «Жёлтая» (обитель выживших) и «Зелёная» (стойло «Дозора» и «Гентек»).

### События в игре

#### Встреча с Творцом
Боец корпуса морской пехоты США, сержант Джеймс Хеллер (англ. James Heller), находился в «горячей точке» в Ираке на Ближнем Востоке. В Нью-Йорке его ждала семья — дочь Амайя и жена Колетт. По телефону Колетт рассказывает мужу, что в городе вновь эпидемия. Хеллер пытается успокоить жену, говоря, что скоро вернётся, и семья уедет из города, пока всё не наладится. Однако, вернувшись домой, Джеймс обнаруживает, что его семья погибла в ходе эпидемии. Он винит во всём известного всему городу террориста Алекса Мерсера (англ. Alex Mercer), протагониста первой Prototype, и, жаждая убить его, считая виновным в смерти близких, вызывается добровольцем на самоубийственное задание в центре «Красной Зоны» на Манхэттене. Но БТР с военными, в котором находится Хеллер, сбивает сгоревшая машина. Все солдаты, кроме Хеллера, погибают. После провальной попытки зарезать Мерсера ножом, Хеллер начинает следовать за ним, попутно встречая почти всю фауну «Красной Зоны»: заражённых птиц (Летунов), Крикуна (аналог Охотника из первой части игры), Голиафа (огромнейшего монстра со щитом на левой конечности, которым он сметает всё на своём пути). Также Мерсер сбивает военный вертолёт, от которого Хеллер уклоняется. Джеймс успешно избегает все угрозы, затем ножом убивает набросившегося на него Крикуна. После он вновь встречает Мерсера, однако попытка убить его вновь проваливается и вдобавок, Алекс, впечатлённый упорством Джеймса, инфицирует протагониста своим штаммом, наделяющим его аналогичными сверхчеловеческими способностями.

#### Выживание Сильнейших
Джеймс приходит в себя в лаборатории Бруклина в «Жёлтой Зоне», где над ним проводит опыты доктор Антон Кёниг. Он считает Хеллера бесценным образцом, так как тот заражён и при этом остаётся живым человеком. Однако, настрой доктора портят новый командир «Чёрного дозора», полковник Дуглас Рукс (позывной «Чекмейт»), и его первый помощник, лейтенант Клинт Райли (позывной «Касл»). Они говорят доктору, что, в случае провала экспериментов, Хеллер будет сожжён. Для начала Кёниг натравливает на Джеймса рядовых заражённых, с которыми главный герой легко справляется, благодаря новообретённым способностям. Осознав угрозу от «подопытного», Рукс отдаёт приказ Райли и тот сжигает его, а затем Рукс посылает двух солдат проверить, убит ли Хеллер, надеясь, что Хеллер не станет ещё одним Мерсером. Джеймс внезапно приходит в себя и исцеляется, поглощая «дозорных» и заражённых, его опять пытаются сжечь, но Хеллер снова выживает и исцеляется. В лаборатории отказывает оборудование. Хеллер броском хирургического стола, на котором он очнулся, разбивает защитное стекло и под ливнем пуль сбегает от врага. На улице он встречает Мерсера, приветствующего его как одного из «избранных». Разъярённый Джеймс требует ответить, что он сотворил с ним, Алекс объясняет, что дал ему «вирус Мерсера» — тот же вирус два года подряд и всё тот же «Чёрный дозор» приходит «спасать Нью-Йорк». Алекс пытается убедить Джеймса, что нет никакой эпидемии: это всё испытания биооружия, созданного «Гентек» и контролируемого «Дозором», а всю вину в происходящем сваливают на Алекса. И доказывает он это, показав Хеллеру воспоминания одного из солдат «Чёрного дозора» — лейтенанта Марка Саймона. Джеймс задаётся вопросом, что это с ним только что произошло, и Алекс объясняет ему, что каждое живое существо, которое он поглощает, делает его сильнее, он может принимать их облик и получать их память. Джеймс сомневается в правоте Алекса, говоря, что всё слышал и видел этот «вирус Мерсера», но не видел доказательств, что верить нужно именно Мерсеру, а не «Дозору» и «Гентек». Алекс напоминает Джеймсу, что его выбросили, запихнули в клетку с полусотней заражённых, да ещё попытались сжечь, и уверяет, что не виноват в распространении вируса и смерти его семьи. Когда Джеймс уточняет у Алекса, хочет ли он пойти против них войной, тот отвечает, что хочет их всех уничтожить: «Дозор», «Гентек», и их вирус, и ему нужна помощь Джеймса, но перед этим просит его сделать кое-что: «Гентек» экспериментирует с вирусом и создаёт самых разных заражённых тварей, и Алекс советует Джеймсу находить и поглощать их ДНК, чтобы улучшить свои способности и получить новые мутации, и как только Хеллер будет готов, Мерсер найдёт его, чтобы обсудить дальнейший курс действий, после чего он уходит, посоветовав напоследок приодеться, что Хеллер и делает, создав себе новую одежду. Хеллер всё же не до конца верит Алексу и решает обдумать всё как следует, прежде чем принять решение. Игрока знакомят с некоторыми особенностями игрового процесса, затем Джеймс осматривается в Жёлтой Зоне. Хеллер видит церковь и идёт туда за советом и помощью к своему другу и местному пастору — отцу Луису Гуэрре, который оказывается весьма осведомлённым в делах «Дозора» и «Гентек», так как он и его друзья в своё время были участниками Сопротивления и ранее уже срывали коварные планы «Дозора» и «Гентек». Он посылает протагониста найти командиров, чтобы получить зацепку — отправную точку в мести Джеймса. Гуэрра боится «Дозора», и герою предстоит поменять его представления о нём. Выследив командиров с помощью вирусного сонара (Охота) и поглотив их, Джеймс выходит на Рукса, однако найти его пока не может. Чтобы убедить Гуэрру присоединиться к нему, Джеймс отправляется в парк, где показывается вся подноготная «Жёлтой Зоны» — солдаты «Чёрного дозора» проводят ужасные эксперименты с вирусом, натравливая заражённых на мирных жителей. Хеллер останавливает Крикуна и поглощает его, получив своё первое оружие ближнего боя — Когти. Затем Хеллер убивает ещё одного монстра и разрывает Когтями подоспевший отряд военных в клочья, а затем уничтожает БТР с помощью гранатомёта, тем самым давая Гуэрре понять, что с солдатами-беспредельщиками можно и нужно бороться. Отец Гуэрра решает вернуться в дело и поднимает свои связи с Сопротивлением.

#### Бойцы невидимого фронта
Первая цель — доктор Сандра Биллингсли, ведущий исследователь «Гентек». Поглотив её, герой получает доступ к первому терминалу //BlackNet, через который выходит на доктора Дженовезе, однако его поглощение ничего не даёт. Всё же Хеллеру удаётся через соседний компьютер найти координаты базы, на которой находится Рукс. Далее его снова постигает неудача: побывав на совещании военных на этой базе, Хеллеру не удаётся поглотить полковника, но зато он узнаёт о докторе Шаффелде, ставящем эксперименты на людях, вводя им заражённую ДНК. После его поглощения, Джеймс узнаёт о некой «первой фазе». Прибыв на базу «Лонгшедоу», Хеллер обнаруживает там исследовательский комплекс, в котором изучают Гидру. Но что-то идёт не так: Гидра, вероятно почувствовав приближение Хеллера, просыпается и крушит всё вокруг. Убив и поглотив её, герой получает в своё распоряжение Щупальца (оружие дальнего боя с силовой атакой «Чёрная дыра» — множество щупалец, засасываемых вместе со врагами и предметами в одну точку) и сбегает из комплекса. Доктор Беллами беспокоится о провале эксперимента и боится за свою жизнь, так как Хеллер без проблем убивает ведущих учёных, но его успокаивает доктор Берк: ДНК Гидры собрано достаточно для завершения «первой фазы» и перехода ко «второй фазе». Гуэрра посылает Хеллера на полигон Джефферсон, опираясь на данные нового помощника — персоны под кодовым именем «Афина». Там Хеллер обнаруживает и поглощает Джаггернаута (в субтитрах — «Великана»), получив тем самым Щит.
Тем временем, «Чёрный дозор» нападает на церковь, надеясь убить отца Гуэрру и подоспевшего на помощь Хеллера. Им это не удаётся, но Джеймс и отец решают, что нужно уходить из «Жёлтой Зоны». Хеллер остаётся, чтобы завершить дела с экспериментами «Гентек». Сначала Хеллер поглощает доктора Беллами, которого уже собирались перевезти в «Зелёную Зону». Остаются лишь доктор Берк и доктор Кёниг. Сначала Джеймс берётся за Кёнига, но тот предлагает ему помощь и рассказывает о проекте «Орион» — проект по выращиванию суперсолдат созданных из ДНК Хеллера (аналогичных суперсолдатам из первой части, только уже не способных распознать главного героя в любом облике). Хеллер срывает его, убивая всех «образцов проекта» и уничтожая базу. Доктор Берк по рации говорит, что есть ещё испытательный полигон, где размещён суперсолдат «второй фазы». При успешном его клонировании, проект «Орион» обретёт новую жизнь. Кёниг даёт Хеллеру координаты полигона — он расположен на стадионе. Поглотив солдата «второй фазы», Джеймс получает Разрушительную атаку (аналог массовой атаки «Девастаторный залп щупальцев» из первой части), после чего поглощает Берка. Из его воспоминаний Хеллер узнаёт, что Кёниг всё это время наблюдал за ним, выявлял его слабости и планировал его убить, разъярённый предательством Хеллер решает покончить со лживым учёным. Однако, не всё так просто: Кёниг оказывается одним из Освещённых Вирусных Метаморфов (в просторечии — Развитые) — инфицированных со сверхспособностями, практически аналогичными способностям Мерсера и Хеллера. Всё же Джеймс поглощает его и узнаёт, что Мерсер собирает армию заражённых, внедряя своих агентов повсюду, на все высокие руководящие посты: учёных, солдат, политиков и прочих важных персон. Это вскоре подтверждает и сам Алекс: он прилетает к Хеллеру и говорит, что он и Хеллер возглавят армию Развитых и сотрут с лица Земли и «Чёрный Дозор», и «Гентек». Однако, когда Джеймс спрашивает, будет ли вирус тоже уничтожен, то Алекс реагирует подозрительно, но спокойно уверяет Джеймса, что им всем придёт конец — таков план. Алекс говорит Джеймсу, что ждать осталось недолго и просит быть наготове, после чего уходит. После ухода Алекса, Хеллер понимает: Мерсер лжец. Он явно затеял что-то недоброе. Затем звонит Гуэрра и говорит, что «у Афины плохие новости», после чего назначает Джеймсу встречу в «Зелёной Зоне». Поглотив пилота «Чёрного дозора» и перевоплотившись в него, Хеллер, используя воздушный мост, попадает в «Зелёную Зону».

#### Истина
«Зелёная Зона» оказывается не такой уж и безопасной, как кажется на первый взгляд: на её территории довольно много мутантов, прорвавшихся из «Красной Зоны» по подземным тоннелям. После приземления на военной базе, Джеймс направляется к Гуэрре. Тот говорит ему, что Афине и её людям удалось обнаружить очаг второго заражения и его виновника. Очагом оказывается, как ни странно, тот же Пенсильванский вокзал, где Мерсер ещё будучи обычным человеком год назад разбил пробирку с вирусом, дав начало первому массовому заражению. А виновником повторного заражения оказывается… Алекс. Он выпускает из себя облако с инфекцией, снова заражая Манхэттен. Джеймс в неистовстве, он клянётся убить Мерсера за всё, что он сделал. Но сначала надо остановить его Развитых и деятельность «Дозора» и «Гентек», пока они не натворили ещё больших бед. Первая, о ком рассчитывают узнать Гуэрра и Хеллер, — Сабрина Галловей: ещё одна Развитая из армии Мерсера, занимающая пост финансового директора «Гентек».
Протагонист снова отправляется на военную базу. Однако инструктаж откладывается: мутанты захватывают территории и гражданские несут большие потери, посему замаскированного Хеллера посылают убивать мутантов. Он получает возможность угонять и управлять бронетехникой. После успешного выполнения миссии наконец-то наступает инструктаж. После инструктажа звонит Гуэрра и рассказывает Джеймсу о проекте «Белый свет» — проект по созданию лекарства от «вируса Мерсера». Это звучит слишком хорошо, чтобы быть правдой, и они оба подозревают неладное. Хеллер отправляется узнать, что же это за проект. Найдя командира операции по развёртыванию лекарства, Кита Галлахера, он обнаруживает, что тот тоже один из Развитых Мерсера. Джеймс поглощает его и узнаёт, что «Белому свету» можно придать побочные эффекты. При этом он получает своё новое оружие — Лезвие.
Позже Хеллер находит Сабрину Галловей, но она предлагает ему сделку: она выдаст ему всех Развитых Мерсера, а он взамен её пощадит. Это устраивает Джеймса, и он соглашается, тем не менее он не доверяет ей. Первый, кого Сабрина выдаёт, — доктор Роланд. Перевоплотившись в солдата «Чёрного дозора» и внедрившись в эвакуационную команду, Хеллер следует к точке эвакуации, но убить Роланда ему не удаётся, поскольку тот оглушил Джеймса. Чуть позже, он сам звонит протагонисту, пытаясь разозлить его. Галловей снова находит Роланда, но тот скрывается в Логове, где Джеймс обнаруживает модификацию Джаггернаута. Он поглощает его и получает новое оружие — Руки-Молоты (они способны вызывать огромные шипы из-под земли). Затем он поглощает Роланда и узнаёт, что Мерсер слишком заинтересован в сохранении «Белого света», что наводит на раздумья. Ещё он получает модификацию Щита — шипованный Щит. После этого Гуэрра направляет героя на совещание, где он узнаёт координаты преемников доктора Кенига и поглощает их, а затем и лейтенанта Райли, что даёт ему большое преимущество. Позже следует звонок Рукса, который сообщает о том, что доктор Арчер, одна из главных преемников Кенига, пропала. Рукс рассказывает перевоплощённому в Райли Хеллеру, что последний, кто видел Арчер, — доктор Гутьеррес. Джеймс идёт искать его и наблюдает интересную картину: один из Развитых использует необычную способность наподобие атаки Щупалец Чёрной Дыры (запускает вирус в тело жертвы, после чего жертву разрывают щупальца и хватают всё, что можно: солдат, людей, части зданий, создавая что-то, похожее на взрыв). Поглотив мутанта, протагонист также добавляет эту способность в свой арсенал — Био-Бомбу. Затем Джеймс, используя Био-Бомбу на солдате в базе «Адамс», выявляет связного Арчер на базе «Адамс» и, наконец, доктора Гутьерреса. Попутно он узнаёт, что Мерсер что-то внедряет в «Белый свет». Оказывается, что это его собственные гемокультуры. Поглотив доктора Арчер, Джеймс получает новую способность — Вожак Стаи (способность вызывать себе в помощь Крикунов: чем больше массы, тем больше Крикунов). Хеллер становится свидетелем деяний Мерсера и его последователей — после выпуска цистерны с изменённым «Белым светом», солдаты становятся Развитыми. Убив их, герой направляется к комплексу по производству «лекарства», чтобы убедиться, что остальные цистерны не откроют, но там его настигает Мерсер. Он пытается поглотить Хеллера, но тот оказывается сильнее других мутантов из-за его неукротимой воли и «раздражающе устойчивой ДНК», что укрепляет статус Хеллера как гибрида вируса и человека. Тогда Алекс уходит, обещая ему жестокие страдания. Затем протагонист встречает Голиафа, который собирается взорвать цистерны с «Белым светом», превратив тем самым «Зелёную Зону» в ещё одну «Красную». Хеллер успешно убивает и поглощает его. Затем ему звонит Гуэрра и говорит, что к нему ломятся заражённые. Хеллер тут же спешит на помощь, но к сожалению прибывает слишком поздно — Мерсер убивает Гуэрру. Джеймс подавлен, поскольку потерял ещё одного небезразличного ему человека, но внезапно звонит «Афина», которая на самом деле является Даной Мерсер, приходящейся Алексу сестрой. Она сообщает Джеймсу, что находится в «Красной Зоне» и знает что-то про его дочь, Амайю…

#### Убить своего Творца
Джеймс под видом солдата «Чёрного Дозора» попадает в «Красную зону» на вертолёте (получая тем самым возможность угона и управления вертолётами) и находит Дану Мерсер. От неё он узнаёт, что «Чёрный Дозор» намеревается ликвидировать все запасы инфицированного Алексом «Белого Света». Решив на этот раз помочь «Дозору», Джеймс не позволяет армии заражённых остановить ликвидацию. После этого ему звонит Сабрина Галловей, и говорит, что у неё есть важная информация о некоей крупной операции «Дозора». Чтобы узнать подробности, Джеймсу приходится поглотить некоего командира Кэнтрелла. Попутно он успешно убивает ещё одну Развитую из армии Мерсера и получает новое оружие дальнего боя — Руку-Хлыст. Из воспоминаний Кэнтрелла, а также опираясь на данные Галловей, Джеймс узнаёт, что операция называется «Феникс», и её главная цель — массированная бомбардировка «Красной Зоны» термобарическими ракетами, установленными на вертолётах, вследствие чего все заражённые будут уничтожены, однако вместе с ними погибнет и 1.5 млн здоровых людей. Поглотив ещё одного командира, Эллиса, Джеймс отправляется в городские доки, с целью ликвидировать все вооружённые вертолёты, вместе со складом термобарических боеприпасов, тем самым полностью сводя на нет операцию «Феникс».
Позже Джеймс бросается на поиски дочери — чтобы узнать её местонахождение, он поглощает сначала правительственного агента Гриффина, а затем и доктора Карсона, но это ничего не даёт. Неожиданно по всей сети //Blacknet проходит адресованное Хеллеру Руксом сообщение, из которого становится ясно, что полковник похитил Амайю. Джеймс, не без труда (он, победив, предводителя Джаггернаутов, получает временный, хоть и гораздо более сильный, вариант Вожака Стаи, позволяющему призывать и контролировать вместо Крикунов громадных Джаггернаутов), пробивается в подконтрольный командованию «Чёрного дозора» (позывной «Рэд Краун») главный офис «Гентек», где на его пути встаёт Рукс и два его солдата. Когда Джеймс говорит, что ему нужна только его дочь, Рукс сказал, что знает это, после чего, пристрелив двух солдат, предлагает Хеллеру сделку как первый жест доброй воли — он освободит Амайю, но в обмен на это, Хеллер покинет город. Но этому не суждено было сбыться — Галловей похищает девочку и уносит её к Мерсеру. Разъярённый Джеймс сообщает Дане, что его дочь в плену у её сумасшедшего брата. Дана ошеломлена поступком Алекса, и признав, что тот Алекс, которого она когда-то знала, действительно мёртв, даёт Джеймсу добро прикончить Мерсера и положить конец его бесчинствам раз и навсегда. В итоге два монстра сходятся в смертельной схватке за Амайю. Джеймса встречают Развитые, в их числе и Сабрина. Алекс поглощает их всех и становится супермутантом. Он преследует одну цель — создать идеальный, как он считает, мир без войн, смертей, болезней и страданий. Однако, для этого он хочет инфицировать всё человечество: дать ему «одно тело и один разум», а Амайю, дочь протагониста, — сделать «матерью» этого нового мира, каковой в своё время была Элизабет Грин. Единственная преграда на его пути к «истинной судьбе Земли» — это Джеймс Хеллер. Несмотря на все полученные от Развитых силы, Алексу не удаётся победить Джеймса. После продолжительного и кровопролитного сражения, Хеллер отрывает Мерсеру руку-клинок, тот регенерирует её в руку-хлыст, но Хеллер отрывает и её. В качестве последнего средства, Алекс пытается использовать руки-молоты, чтобы расплющить Джеймса, но он парирует и эту атаку, а затем отрывает обе руки, фатально изувечивая Мерсера. Не в силах оправиться от подобных увечий и продолжать бой, Алекс Мерсер сдаётся, и Хеллер беспощадно поглощает его когтями, мстя за всё совершённое им зло. Последнее, что сказал Мерсер перед смертью: «Хм… Добро пожаловать на верхушку (пищевой цепи)!».

#### Эпилог
Поглотив самого «могучего» мутанта, Хеллер получает «Абсолютную Силу». Из него вырываются длинные сверхмощные щупальца, которые уничтожают всех заражённых и всю биомассу в «Красной Зоне», эффективно освобождая её от заражения и останавливая вторую вспышку «вируса Мерсера». Пользуясь поглощёнными воспоминаниями Мерсера, Хеллер находит свою дочь вместе с Даной в хранилище банка, где они были заперты Мерсером и освобождает их. Испугавшись инфицированной биомассы на руках отца, Амайя прячется за спину Даны. Это сильно печалит Хеллера. Позже, наблюдая как Дана и Амайя стоят в обнимку и наблюдают рассвет, Джеймс разворачивается и уходит, чувствуя, что ему больше нет места в её жизни. Неожиданно его хватает за руку Амайя, и отец с дочкой заключают друг друга в объятия. Усмехнувшись этой трогательной сцене, Дана переводит взгляд на освобождённый от вируса Нью-Йорк, и задаётся вопросом: «И что нам делать?» — на этом моменте игра заканчивается.

## Разработка
В ноябре 2010 года в Интернете появился принадлежащий Activision тизер-сайт Murder Your Maker («Убей своего создателя»). На сайте был показан лысый человек, стоящий спиной к зрителям и смотрящий на карту, висящую на стене. Внизу была указана дата 11 декабря 2010 года и упомянута церемония награждения Spike Video Game Award. Журналистами высказывались различные предположения о том, какую игру собирается анонсировать Activision, среди возможных вариантов был и сиквел Prototype. Сомнения практически рассеялись в начале декабря, когда на сайте появился пятисекундный видеоролик.
11 декабря 2010 года на церемонии Spike Video Game Award состоялся официальный анонс Prototype 2. Игровой процесс пре-альфы был продемонстрирован на выставке E3 в июне 2011 года.
В Prototype 2 не предусмотрен режим многопользовательской игры, но зато есть загружаемый контент.
8 июня 2011 года на IGN Live Commentary был приглашён главный дизайнер Prototype 2, который демонстрировал игровой процесс игры на Xbox 360.

## Дополнения

### Colossal Mayhem
Вышло: 8 мая 2012.
Состав:
- Огнестрельное оружие: Термобарическая установка (Thermobaric Boom-Stick).
- Три умения Хеллера: Вихрь (Warp Vortex), Антигравитационное поле (Anti Gravity Field), Время летать (Air Time).
- Три скина для Хеллера: Хеллер-Подопытный (Heller Test Subject), Заражённый Хеллер (Infected Heller), Хеллер-Пехотинец (Infantry Heller).

### Excessive Force Pack
Вышло: 29 мая 2012.
Состав:
- Огнестрельное оружие: Вирусный гранатомёт (Viral Infector Grenade Launcher).
- Три умения Хеллера: Ударная волна (Shockwave), Создатель хаоса (Chaos Creator Mode), Ярость Медузы (Medusa’s Wrath).
- Три скина для Хеллера: Хеллер в броне (Armored Heller), Алекс Мерсер в броне (Agile Armor Alex Mercer), Мерсер-Зомби (Zombie Mercer).

## Саундтрек
В 2012 году вышел диск с музыкой из игры. Музыка написана композитором Скоттом Р. Морганом. На диске присутствуют следующие композиции:
| №   | Название              | Длительность |
| --- | --------------------- | ------------ |
| 1.  | «Resurrection»        | 3:15         |
| 2.  | «Project Long Shadow» | 2:38         |
| 3.  | «The Lab Rat»         | 3:25         |
| 4.  | «Operation Flytrap»   | 3:10         |
| 5.  | «Feeding Time»        | 2:57         |
| 6.  | «Salvation»           | 4:50         |
| 7.  | «Natural Selection»   | 3:34         |
| 8.  | «The White Light»     | 3:07         |
| 9.  | «Taking the Castle»   | 4:20         |
| 10. | «A Maze of Blood»     | 3:03         |
| 11. | «A Stranger Among Us» | 4:01         |
| 12. | «A Nest of Vipers»    | 2:48         |
| 13. | «Fly in the Ointment» | 3:28         |
| 14. | «Burned from Memory»  | 3:28         |
| 15. | «A Labor of Love»     | 2:48         |
| 16. | «Murder Your Maker»   | 5:25         |

## Оценки
| Сводный рейтинг       | Сводный рейтинг | Сводный рейтинг | Сводный рейтинг |
| Издание               | Оценка          | Оценка          | Оценка          |
| Издание               | PC              | PS3             | Xbox 360        |
| --------------------- | --------------- | --------------- | --------------- |
| GameRankings          | N/A             | 79,65 %         | 75,48 %         |
| Metacritic            | 76/100          | 79/100          | 74/100          |
| Иноязычные издания    |                 |                 |                 |
| Издание               | Оценка          | Оценка          | Оценка          |
| Издание               | PC              | PS3             | Xbox 360        |
| Destructoid           | N/A             | N/A             | 8/10            |
| EGM                   | N/A             | N/A             | 8,5/10          |
| Eurogamer             | N/A             | N/A             | 7/10            |
| Game Informer         | N/A             | 8,5/10          | 8,5/10          |
| GameRevolution        | N/A             | N/A             | [ 26 ]          |
| GameSpot              | 7,5/10          | 7,5/10          | 7,5/10          |
| GameTrailers          | N/A             | N/A             | 7,2/10          |
| IGN                   | N/A             | 7/10            | 7/10            |
| Joystiq               | N/A             | N/A             | [ 32 ]          |
| OXM                   | N/A             | N/A             | 8/10            |
| PC Gamer (UK)         | 60 %            | N/A             | N/A             |
| Polygon               | N/A             | N/A             | 7/10            |
| Digital Spy           | N/A             | N/A             | [ 36 ]          |
| The Escapist          | N/A             | N/A             | [ 37 ]          |
| Русскоязычные издания |                 |                 |                 |
| Издание               | Оценка          | Оценка          | Оценка          |
| Издание               | PC              | PS3             | Xbox 360        |
| Absolute Games        | 60/100          | N/A             | N/A             |